# Controlling
Controlling je z obecného hlediska podsystém řízení podniku orientovaný do budoucnosti. Je to rozsáhlý koordinační koncept, který má za úkol pomáhat vedení a odpovědným osobám usměrňovat chod podniku. Controlling provádějí specializovaní pracovníci firmy nebo externí firma. Zabývají se nejen vnitřní situací podniku, jeho koncepcí a financemi, ale i vztahy s věřiteli a konkurencí. Na základě poskytnutých informací je pak schopno vedení firmy reagovat odpovídajícím způsobem.
Nejpřesněji a zároveň nejúsporněji popisuje controlling následující z mnoha definic: „Controlling je systém pravidel, který napomáhá dosažení podnikových cílů, zabraňuje překvapením a včas rozsvěcuje červenou, když se objevuje nebezpečí, které vyžaduje v řízení příslušné opatření.“ Controlling je v českých firmách stále více vyskytující se pojem v oblasti řízení podniku. 
Controlling čerpá informace z manažerského a finančního účetnictví. Není zaměřen pouze na zpětné sledování položek jako například nákladů a výnosů, ale hlavně se orientuje do budoucnosti a na výsledek.
Finanční analýza je základním nástrojem controllingu jako takového. Dívá se do minulosti a využívá dat z finančních výkazů. Výstupem jsou poměrové ukazatele, ukazatele aktivity, rentability a zadluženosti.

## Historie controllingu
Controlling se začal vyvíjet na konci 19. století ve firmách jako General Electric Company nebo Ford Motor Company a jako systém se do podniků začleňuje v době světové hospodářské krize.
Do Evropy se dostal až po 2. světové válce, kdy docházelo k obnově hospodářství a přílivu amerického kapitálu. S přílivem amerického kapitálu se tak dostal hlavně do rakouských, německých a švýcarských podniků a stával se praktickým nástrojem pro efektivní a hospodárné řízení podniku.
Do České republiky se controlling dostal až během 20. století, a to do úspěšných a velkých firem, jejichž manažeři a majitelé vyjížděli do zahraničí. Controlling v českých zemích tak využívaly firmy jako Zbrojovka Brno, Škoda Plzeň nebo Baťa.

## Principy controllingu
- Orientace na cíle – participace controllingu na tvorbě podnikových cílů a jejich kontrola.
- Orientace na budoucnost – z dat z minulosti se snaží předvídat budoucnost a předcházet tak možným překážkám a problémům.
- Orientace na úzká místa – systém controllingu musí pomáhat nastavit takový informační systém, který dokáže odkrýt slabiny, které mohou být překážkou pro splnění cílů.

## Funkce controllingu
- Podpora řízení
- Doplnění řízení
- Racionalita řízení
- Koordinační funkce

## Druhy controllingu dle horizontu

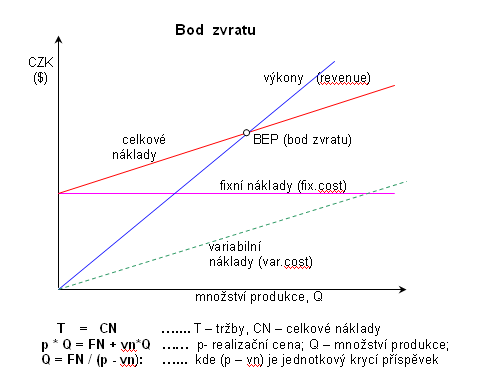
Break even point

### Operativní controlling
Operativní controlling je podsystém řízení, který se zaměřuje na kratší časové úseky. Horizont působnosti operativního controllingu je 1-3 roky.
Patří zde například sestavování krátkodobých plánů a řízení odchylek skutečnosti od plánu. Díky řízení odchylek může operativní controlling zasahovat do podnikových činností a optimalizovat je. Nejpoužívanějšími nástroji operativního controllingu jsou analýza BEP (Break even point), analýza ABC-XYZ a analýza nákladů.

### Strategický controlling
Strategický controlling je na rozdíl od operativního konstruován do dlouhodobějšího horizontu a tento horizont není omezen. Soustředí se na určování a plnění poslání podniku, jakož i na tvorbu strategických cílů a samotné strategie podniku. Hlavním rysem strategického controllingu je jeho orientace do budoucnosti. 

## Pozice controllingu v organizační struktuře podniku
- Organizace bez controllera
- Štábní pozice
- Decentralizovaná pozice

## Výhody zavedení controllingu
- Možnost kvalitně a přehledně plánovat výrobu a prodej.
- Přehledné a dostupné rozpočtování nákladů a prodejních cen.
- Možnost kontrolovat plnění veškerých plánů.
- Z controllingu přicházejí pravidelné zprávy o situaci, v níž se podnik nachází.

## Controller
Controller je nositelem funkce v controllingu, zastává v něm důležitou úlohu a je vykonavatelem mnoha činností. Jako takový by měl mít člověk na této pozici výborné analytické schopnosti. Mezi jeho znalosti by měla patřit znalost účetnictví a ekonomie. Co se týká osobních vlastností měl by controller umět přijímat nepříjemné zprávy a uplatňovat kritické stanovisko. Komplexní pohled a přirozená autorita může pomoci controllerovi řešit konflikty s řídícími pracovníky z různých oblastí podniku. Mezi jeho aktivity patří:
1. Koordinuje základy plánování a rozhodování, je manažerem procesu tvorby rozpočtu;
2. informuje o výši a příčinách odchylek od cíle a navrhuje řešení;
3. nabízí poradenství;
4. informuje o změnách v podnikovém okolí;
5. tvoří firemní metodiku, nástroje a koordinuje rozhodnutí;
6. spolupodílí se na vývoji firmy;
7. je poradcem manažera

## Jiné kontexty a oblasti
- Manažerský a finanční controlling:
  - manažerské řízení typu Demingova PDCA s použitím nějaké metodologie: ABC, BSC apod.
  - manažerské účetnictví
  - interní řízení k dosažení speciálních cílů
  - v USA, VB, CA a dalších fin. controller zastřešuje účetnictví, interní řízení a finančně-ekonomický reporting
- Vědeckotechnologický controlling
- Kulturní controlling
- Další oblasti (např. logistický controlling)